# Rhagoletis blanchardi
Rhagoletis blanchardi är en tvåvingeart som beskrevs av Aczel 1954. Rhagoletis blanchardi ingår i släktet Rhagoletis och familjen borrflugor. Inga underarter finns listade i Catalogue of Life.